# Leibel
Leibel ist ein deutscher Familienname. Der Name ist hauptsächlich in der Pfalz und im Elsass verbreitet.

## Herkunft und Bedeutung
Leibel leitet sich vom altdeutschen Vornamen Liutbald mit der Bedeutung: "Volkskühn, kühn vor allem Volke = sehr kühn". Der Name Liutbald setzt sich aus zwei Namen zusammen: althochdeuschem Liut (Leute oder Volk) und Bald (kühn). Durch den Abfall des Schlusskonsonanten entwickelte sich aus Bald: ball und bel. 
Manche altdeutschen Namen treten infolge mundartlicher und anderer Einflüsse in außerordentlich vielen verschiedenen Formen auf. Aufgrund der orthographischen Abweichungen tritt der Name Liutbald in mehr als zwanzig Formen auf: Liebaldt, Liebold, Liebhold, Leupold, Leopold, Leybold, Leibel, Liebel, Leibelt, Leibhold, Leipold, Leipel, Leubel, Loebell usw.

## Varianten

### Leib
1. durch Entrundung aus dem alten deutschen Rufnamen Liubo (Liob) hervorgegangener Familienname.
2. Übername zu mittelhochdeutsch līp »Leben, Leib, Körper«.
3. Berufsübername zu mittelhochdeutsch Leip »das geformte und ganze Brot, Brotlaib« für einen Bäcker. Im süddeutschen Sprachraum: Leible, Laible, Leibel, Laibel, Laiblin, Läubli oder Leibl.

## Namensträger
- Lorne Leibel (* 1951), kanadischer Segelsportler
- Wilhelm Leibl (1844–1900), deutscher Maler